# Braffais

Braffais este o comună în departamentul Manche, Franța. În 2013 avea o populație de 192 de locuitori.